# Romana Rupar
Romana Rupar, slovenska častnica, * 23. januar 1962, Ljubljana.
Nadporočnica Rupar je pripadnica SV, 2004 imenovana v višjo vojaško uslužbenko XIII.r. .

## Vojaška kariera
- povišana v poročnico (14. december 2001)
- Šola za častnike SV (2001)
- povišana v nadporočnico